# Bundesamtsgebäude Josef-Holaubek-Platz

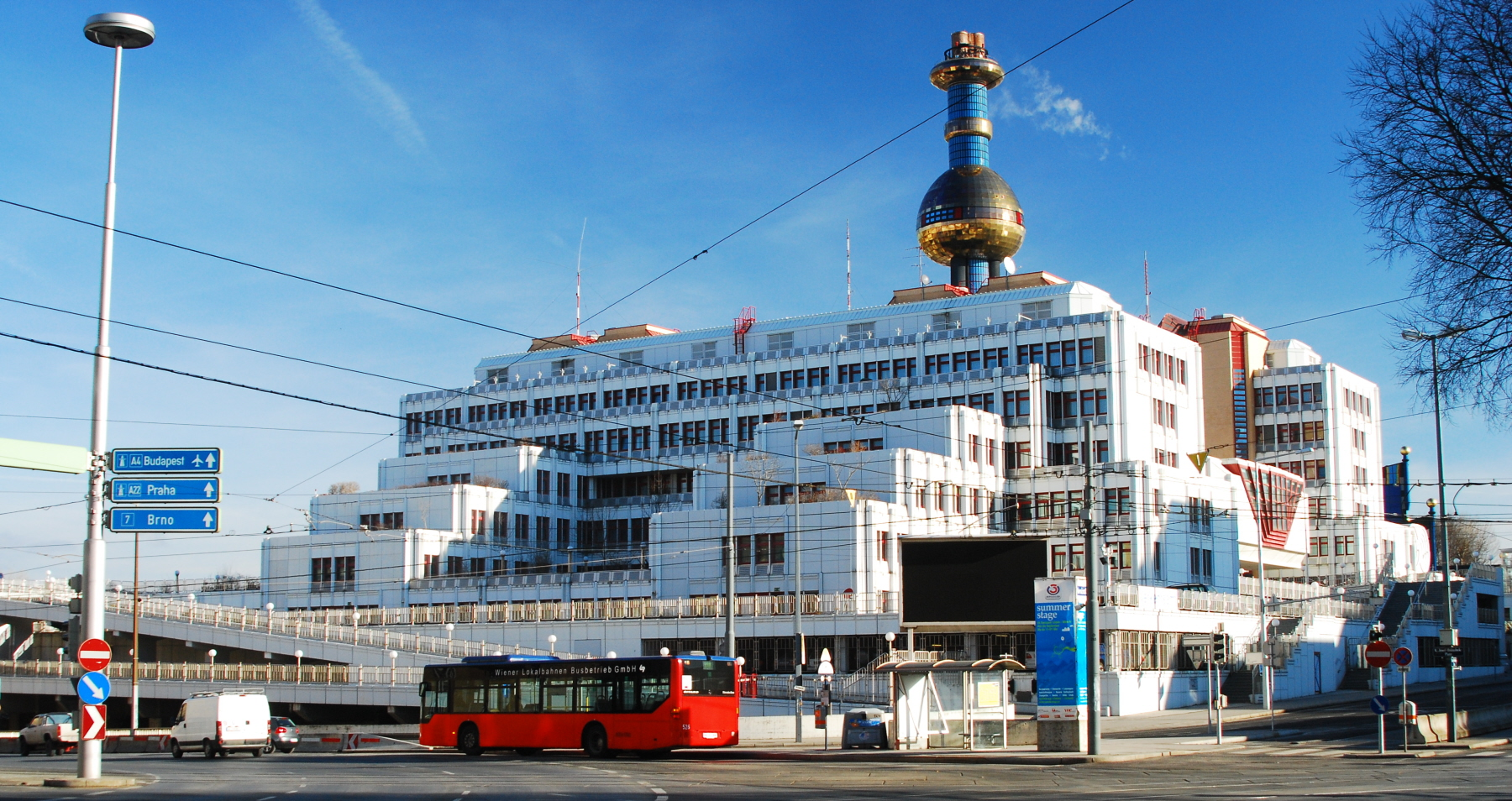
Bundesamtsgebäude Josef-Holaubek-Platz

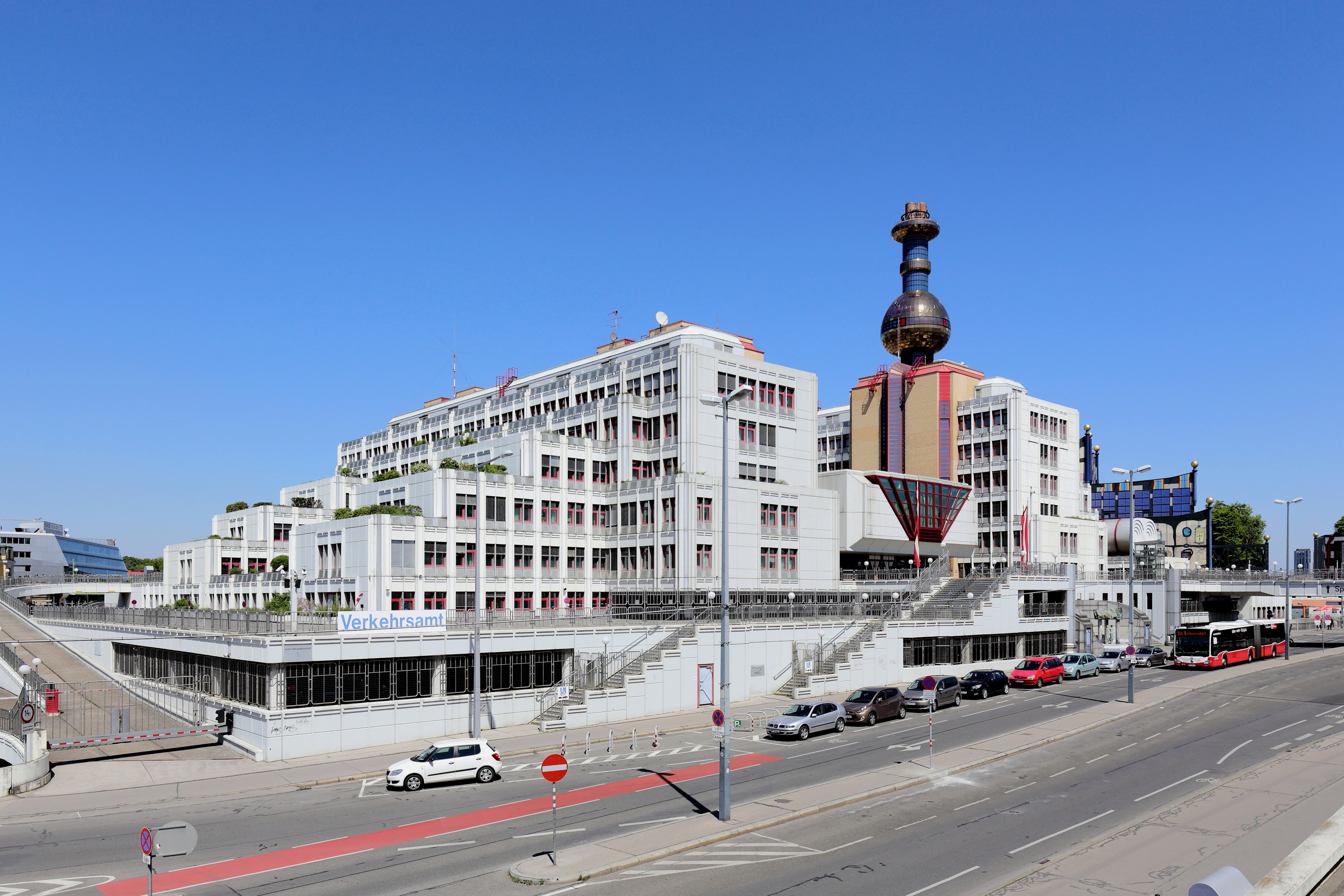
Südwestansicht des Bundesgebäude

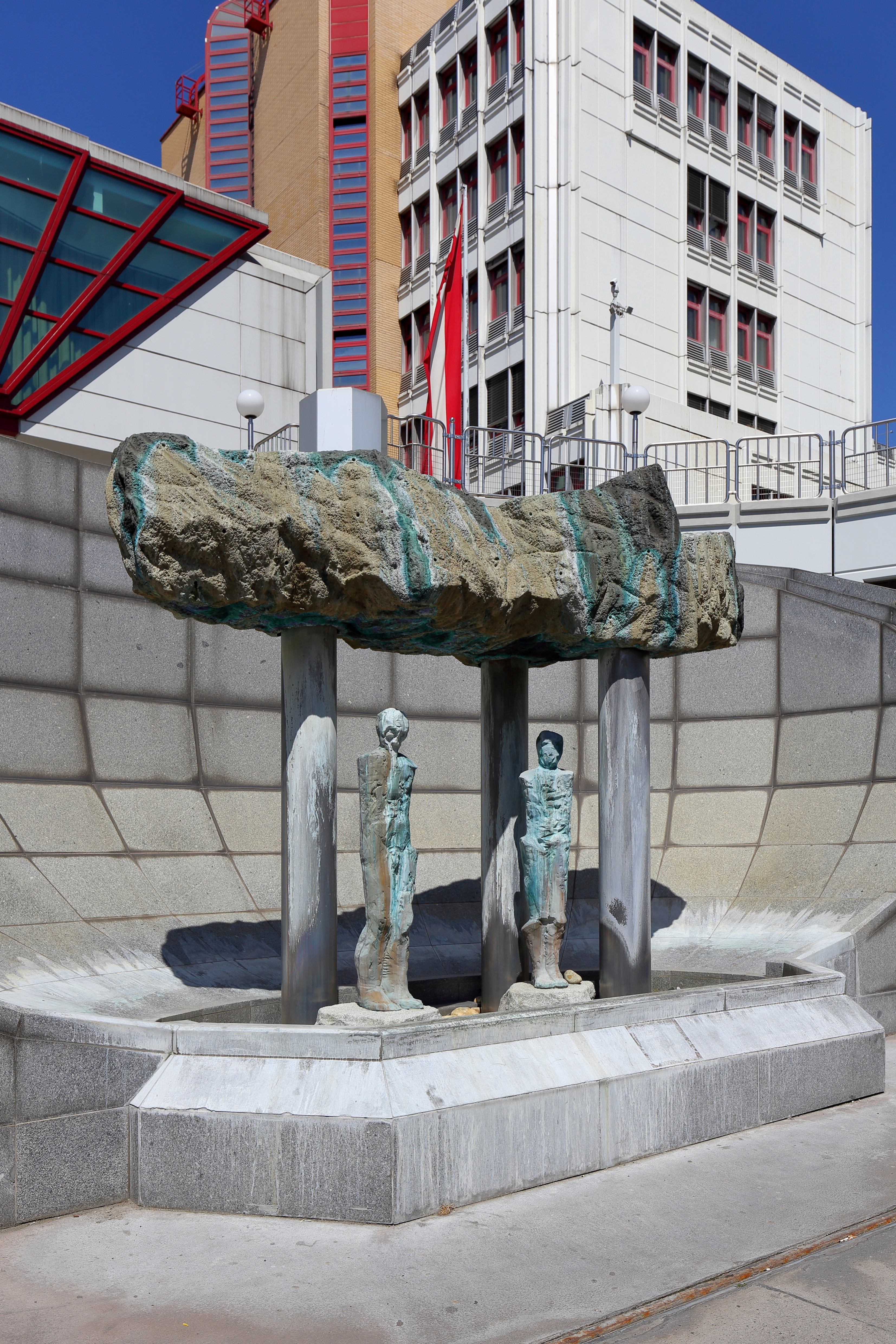
Brunnen von Adolf Frohner vor dem Gebäude

Das Bundesamtsgebäude Josef-Holaubek-Platz (früher: Bundesamtsgebäude Liechtenwerder Platz) ist ein Gebäudekomplex im 9. Wiener Gemeindebezirk Alsergrund am Josef-Holaubek-Platz. Es beheimatet Dienststellen der Landespolizeidirektion Wien sowie des Bundeskriminalamtes.

## Geschichte
Das Gebäude entstand als Teil der Überbauung der Gleisanlagen des Franz-Josefs-Bahnhofs. In den Jahren 1980 bis 1983 entstand die Basiskonstruktion für das Bundesamtsgebäude (BAG). Im Jahr 1986 erfolgte die eigentliche Grundsteinlegung, die Bauzeit wurde mit ca. drei Jahren angegeben, die Kosten sollten um  die 1,2 Milliarden Schilling (ca. 87 Millionen Euro) betragen.
In einem Rechnungshofbericht aus dem Jahr 1994 wird heftige Kritik an den erwachsenen Baukosten bzw. überhaupt am Bau des BAG geäußert. Eine Alternative zum Bau wäre eine damalige Generalsanierung der Rossauer Kaserne gewesen.
Eine Fußgängerbrücke zwischen dem unmittelbar angrenzenden Universitätszentrum Althanstraße und dem BAG ist seit Jahrzehnten gesperrt.

## Dienststellen
Im Gebäudekomplex selbst sind der Hauptsitz des Bundeskriminalamtes sowie zahlreiche Dienststellen der LPD Wien untergebracht. 

## Name
Josef Holaubek war 25 Jahre lang Polizeipräsident von Wien. In Anerkennung seines  Wirkens, wurde im Jahr 2000 ein Teil des Liechtenwerder Platzes in Josef-Holaubek-Platz umbenannt. Aus diesem Grund wurde auch das Gebäude dementsprechend umbenannt. 